# Не кажучи нікому (пісня)
Не кажучи нікому — пісня, записана гуртом «Тартак» спільно з Андрієм Підлужним, знаним під творчим іменем Нічлава у грудні 2006 року. Всеукраїнська радіопрем'єра відбулася 24 серпня 2007 року на День Незалежності України. Пісня присвячена воїнам-борцям за Незалежну Україну.

## Фрагмент тексту пісні
Не кажучи нікому

(Братам по зброї та Прийдешнім поколінням присвячується)

Коли війна вривається у двері,

Не захистять слова й печатки на папері.

Потрібно йти, потрібно брати зброю

І право на життя відстояти в горнилі бою…

Одна біда пішла на захід, інша прийшла зі сходу.

І знову сльози, знову страх, знову страждання для народу.

Знову за спинами визволителів

Прийшли нові карателі та мучителі…

То що ж робити — сидіти склавши руки,

Спокійно дивитися на вбивства та муки?

Чи, взявши благословення в рідної мами,

Почати боротьбу — з новими ворогами?

Поплач за мною мамо, коли я загину.

За свою землю, за Україну

Поплач за мною сестро, не кажучи нікому,

Що я вже ніколи не вернусь додому.

Тече сльоза, прогорнуючи зморшки.

І мама молиться — «Хай поживе ще трошки»

Вже так давно не бачить сина свого

І ще хоч раз побачити його живого…

Ти знаєш, мамо, я ще тримаюсь!

Караюсь, мучусь, але не каюсь!

Якщо не я — то хто? Зайве питання…

Для нас це не проста війна — це визвольні змагання.

Людей женуть на схід, немов худобу,

Принижують, щоб знищити людську подобу…

І захиститися у цих людей нема ніяких шансів,

У них одна надія — на повстанців…

Поплач за мною мамо, коли я загину.

За свою землю, за Україну

Поплач за мною сестро, не кажучи нікому,

Що я вже ніколи не вернусь додому.

Пройдуть роки, земля загоїть рани,

Залишаться в живих поодинокі ветерани…

А скільки тих, що не прийшли додому,

Лежать в своїй землі в могилах невідомих…

Поволі наші сили тануть, і всі ми знаємо,

Що в цій війні з чужими поки що програємо…

Хай перемоги наші порівняно малі,

Та головне, що наш народ лишився на своїй землі.

Ніхто не знає, хто я, ніхто не знає, де я…

Тіла загинуть — житиме ідея…

А наші душі тут — в рідних просторах –

Волинських лісах, Карпатських горах…

Поплач за мною мамо, коли я загину.

За свою землю, за Україну

Поплач за мною сестро, не кажучи нікому,

Що я вже ніколи не вернусь додому.

## Кліп
На пісню було знято кліп. Зйомки відбувались у напівзруйнованому Загорівському монастирі на Волині. На цьому місці, 8—11 вересня 1943 року, рота УПА під проводом Берези мала великий бій з німецькими окупантами та польськими колаборантами. Після того, як монастир було закидано бомбами з літаків та запалено, частина бійців УПА з боєм вирвалася з оточення.
Унаслідок бою німецькі втрати оцінюються в 90—100 чоловік убитими та 150—200 пораненими, українські втрати — 29 чоловік, яких було знайдено і поховано місцевими селянами [3].
Бій у Загорівському монастирі «обріс» народними оповідями та легендами, зокрема, втрати німецької сторони перебільшено міфами до тисячі осіб.

### Ролі та виконавці
- Повстанець у вишиванці — Віктор Гурняк
- Повстанець у мазепинці — Назар Зелінка
- Постанець у пілотці — Ігор Ханенко
- Повстанець з чубом — Орест Кутрань

## Розповсюдження пісні та кліпу
Пісня, як і кліп, розповсюджуються вільно засобами інтернету.